# Medical News Today
Medical News Today est un site web d'information médicale destiné aux médecins et au grand public. 

## Historique et description
La première parution date de mai 2003.
Le contenu — qui compte près de 250 000 articles — est disponible à la consultation en ligne depuis janvier 2014. 
Le consortium appartient à Healthline Media (en) depuis 2016. 

## Organisation
Le siège social se situe à Brighton, dans le Sussex de l'Est au Royaume-Uni. Une branche connexe est établie dans la région de Manchester.